# Episkopalismus
Episkopalismus (abgeleitet von griechisch episkopos ‚Vorsteher‘, ‚Bischof‘) bezeichnet eine Grundsatzposition im Streit um die Verfassung der Kirchen. Das Ziel des Episkopalismus ist es, die Kirchengewalt vom Papst stärker auf die Bischöfe zu verlagern.

## Katholische Kirche
Der in der römisch-katholischen Kirche vertretene Episkopalismus sieht die höchste kirchliche Autorität in den Bischöfen und erkennt keine Instanz über ihnen an. Da die Konzile in der Regel Bischofsversammlungen sind, besteht große Nähe zum Konziliarismus.
Geschichtlich stand der Episkopalismus im Dauerkonflikt mit den Rechten der Patriarchen, im Westen insbesondere mit dem lateinischen Patriarchen, dem Papst. Römische und deutsche Kaiser sowie totalitäre Machthaber des 20. Jahrhunderts förderten ihn, weil er staats- und nationalkirchliche Tendenzen begünstigt. Mit der Dogmatisierung des päpstlichen Lehr- und Jurisdiktionsprimats auf dem Ersten Vatikanischen Konzil (1870) verlor der Episkopalismus innerhalb der römisch-katholischen Kirche an Bedeutung.

## Evangelische Kirche
Im evangelischen Bereich bezeichnet Episkopalismus eine staatskirchenrechtliche Rechtstheorie, nach der dem jeweiligen Landesherren die bischöfliche Kirchenhoheit übertragen worden sei (Episkopalsystem). Der ursprünglich nur als Übergangslösung gedachte Ansatz, dass die Landesherren in Ermangelung evangelischer Bischöfe deren Befugnisse wahrnehmen sollten, wurde in dieser Theorie, besonders verbreitet von Joachim Stephani und Matthias Stephani, eingehend begründet. Die Landesherren wurden damit zu Rechtsnachfolgern der Bischöfe.